# 越式法包
越式法包（越南语：／?，「餅麵」即麵餅，意指麵粉做的餅）或稱越南式三明治或越南麵餅，是一種具東南亞色彩的三明治，一些地區會稱為三文治，因使用法國麵包製作故名，可以視為一種潛艇堡。雖然在國際上常被當成越南特色菜，但此食品廣泛流行於前中南半島等地區，在越南、柬埔寨、老挝均為日常食品，老挝语称为「khao jee pâté」（ເຂົ້າຈີ່ປາເຕ），高棉语则称为「num pang」（នំបុ័ង）。製作該麵包時，除了用麵粉外，亦會加入米粉，質感相對較脆，也較傳統法包為輕。
當地人食用時，常常加入帶甜酸味的白紅蘿蔔絲醃菜、新鮮黃瓜、芫荽、辣椒，塗以豬肝醬、黃油，加入不同肉片，但多數不用起司，通常當作早餐、小吃或宵夜。

## 歷史
越南法國麵包的起源可追溯至19世紀末法國殖民統治時期。1884年越南正式成為法國殖民地後，法國人將長棍麵包帶入越南，成為殖民地餐桌上的常見主食。然而由於麵粉昂貴，初期這種麵包多數為法國人所享用。
第一次世界大戰期間，由於全球物流受阻，越南當地居民將在來米粉混入麵粉中製作麵包，不但降低了成本，還意外改良出酥脆外皮與柔軟內層兼具的新式法包，更適應當地濕熱氣候。為保持新鮮與口感，麵包店需每日多次出爐供應。
進入20世紀中葉，越南人對法包的食用方式進行了在地化。從最初將麵包切塊佐料品嚐的法式食法，逐漸演變為直接將越南豬肝醬、本地火腿、醃菜等越式配料夾入麵包的快餐型三明治；體積亦從法式長棍縮小為更便於攜帶與食用的版本。1954年，越南分裂後，大量北越難民南遷，其中Lê Minh Ngọc與Nguyễn Thị Tịnh夫婦於西貢創立「Hòa Mã」麵包店，被認為是第一間販售現代越式法國麵包的店鋪。此後，美援麵粉的引入更促進南越烘焙業的興盛，越南法國麵包逐漸普及成為庶民日常食品。
1975年越戰結束、南越淪陷後，因經濟困難與物資短缺，越式法國麵包在越南本土一度式微。然而，隨著大批越南難民流亡美國、法國、香港等地，這款兼具法國與越南特色的三明治也傳入世界各地，並逐漸獲得國際認可。直至1986年越南啟動「革新開放」政策，越式法國麵包才重新回歸大眾視野，成為越南街頭飲食文化的重要象徵。

## 圖集

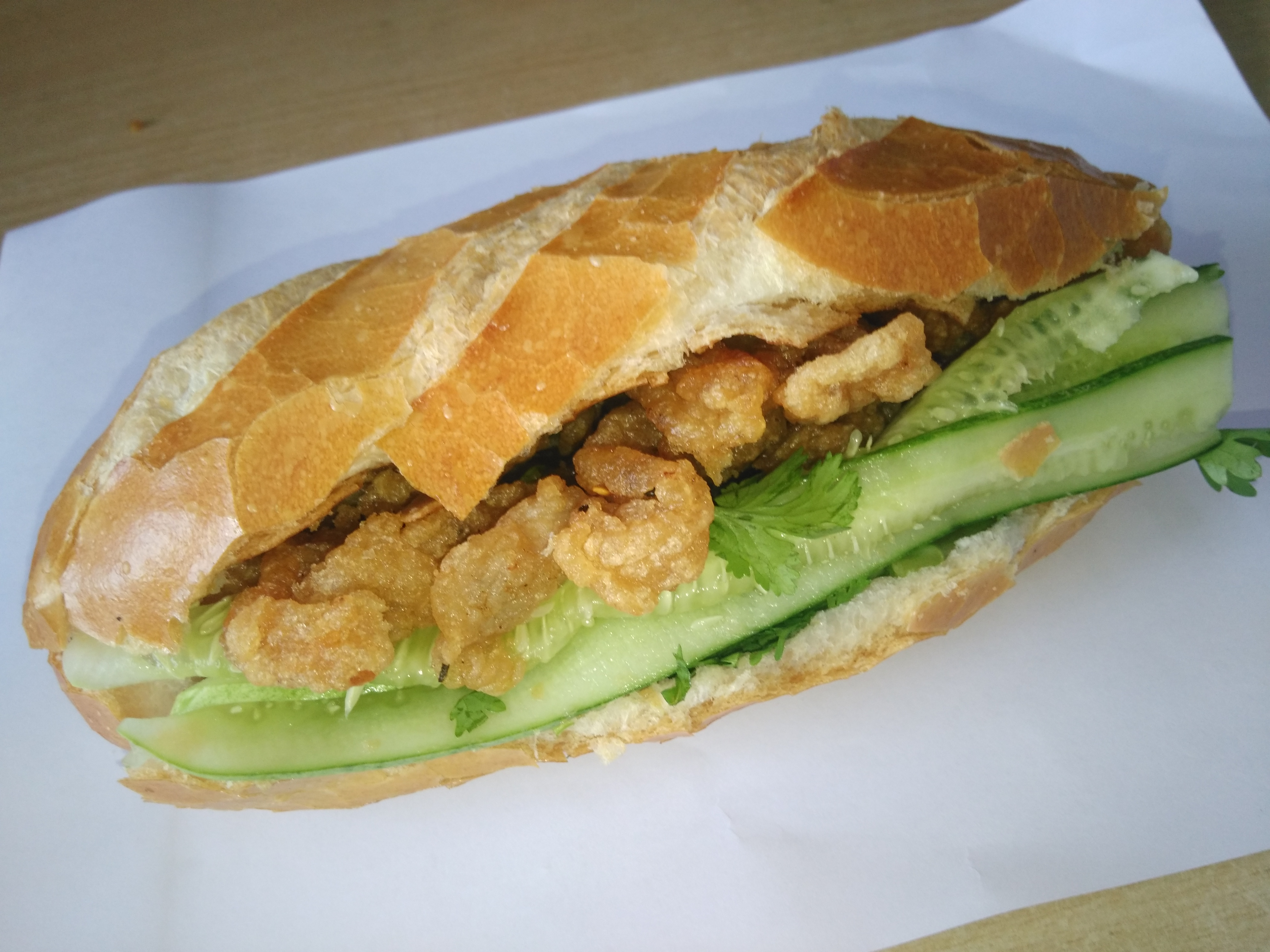
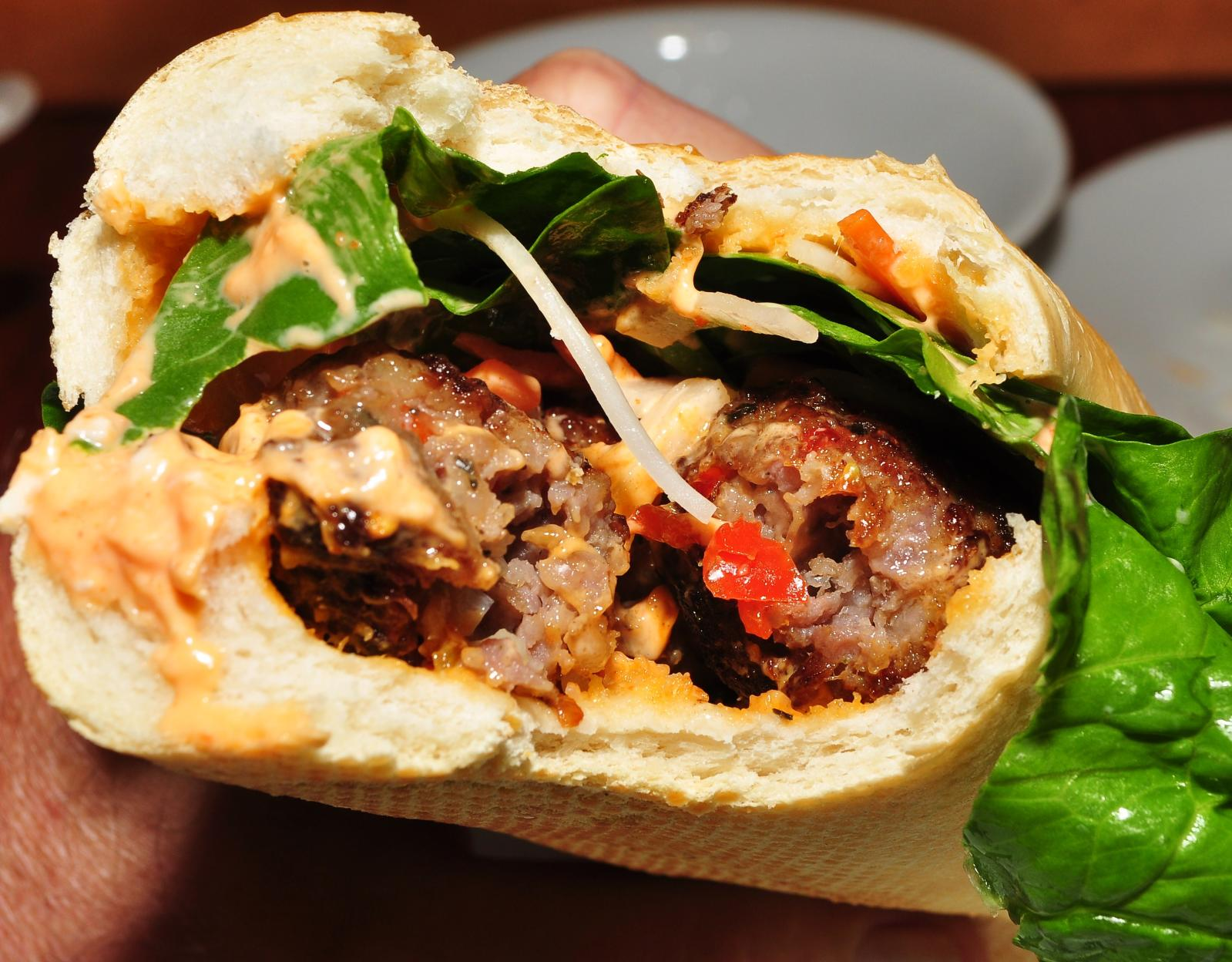
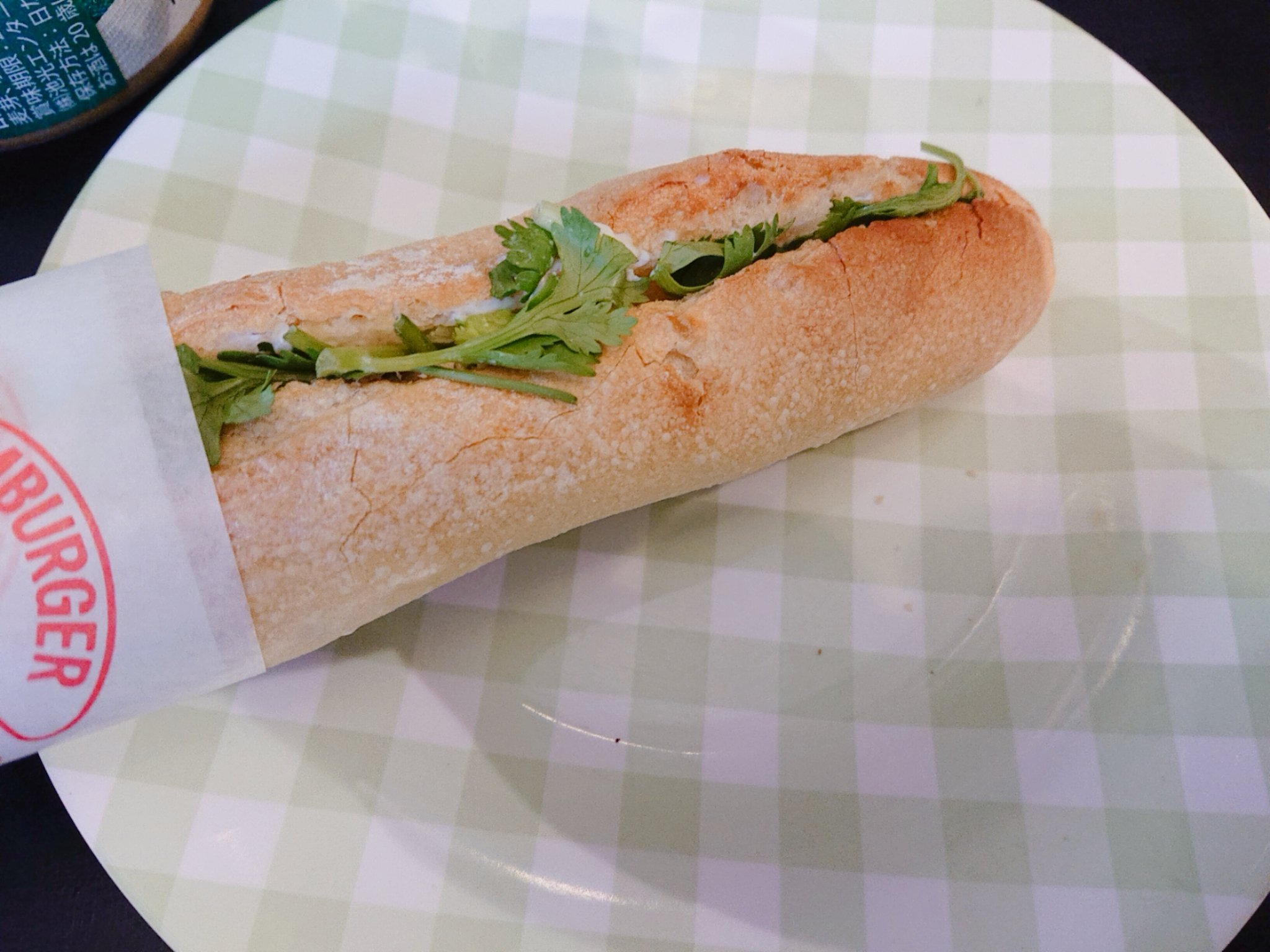
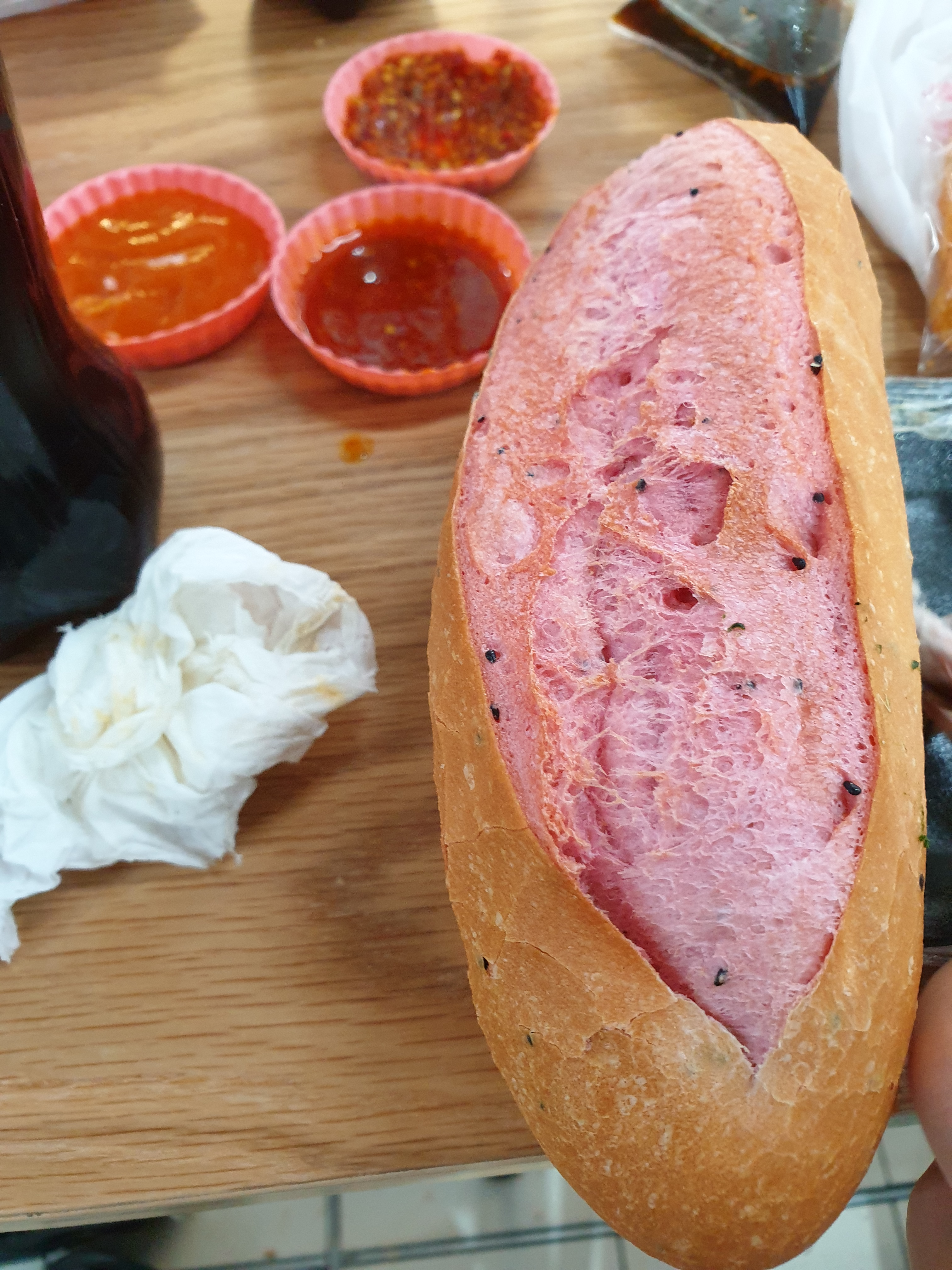
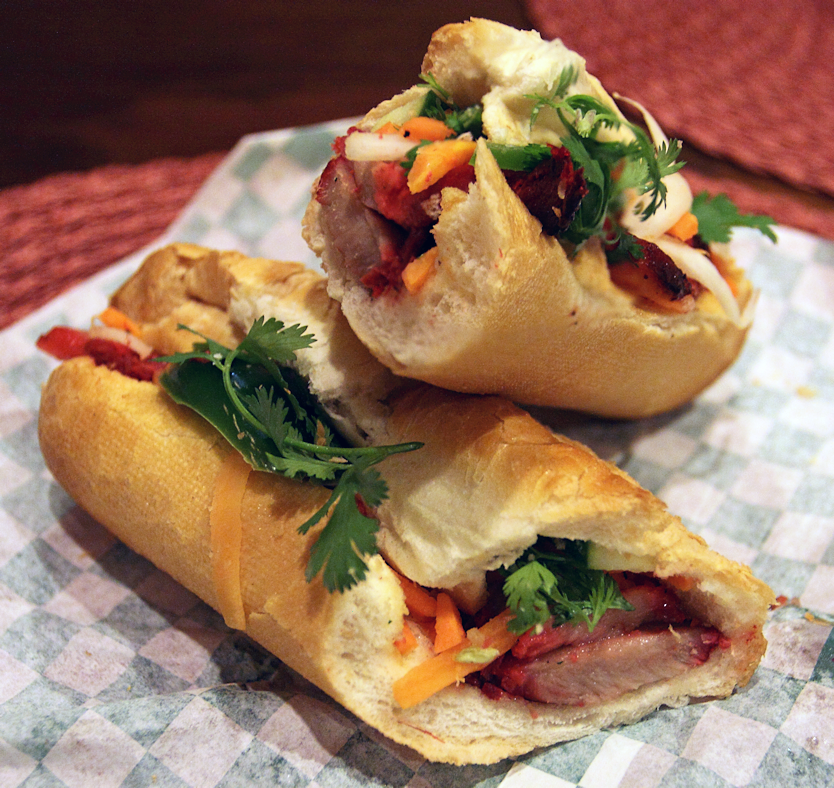
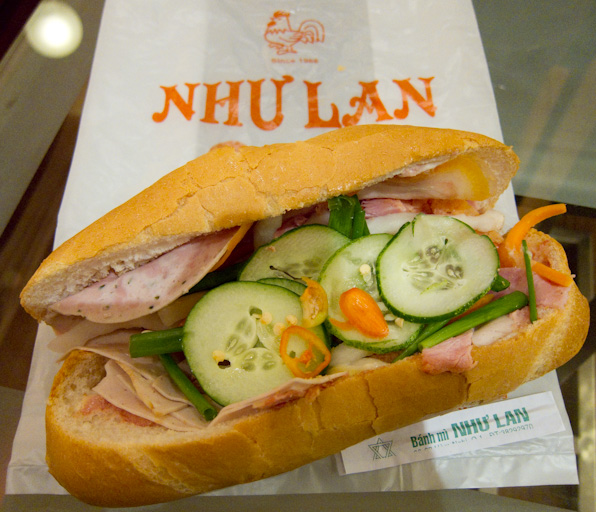
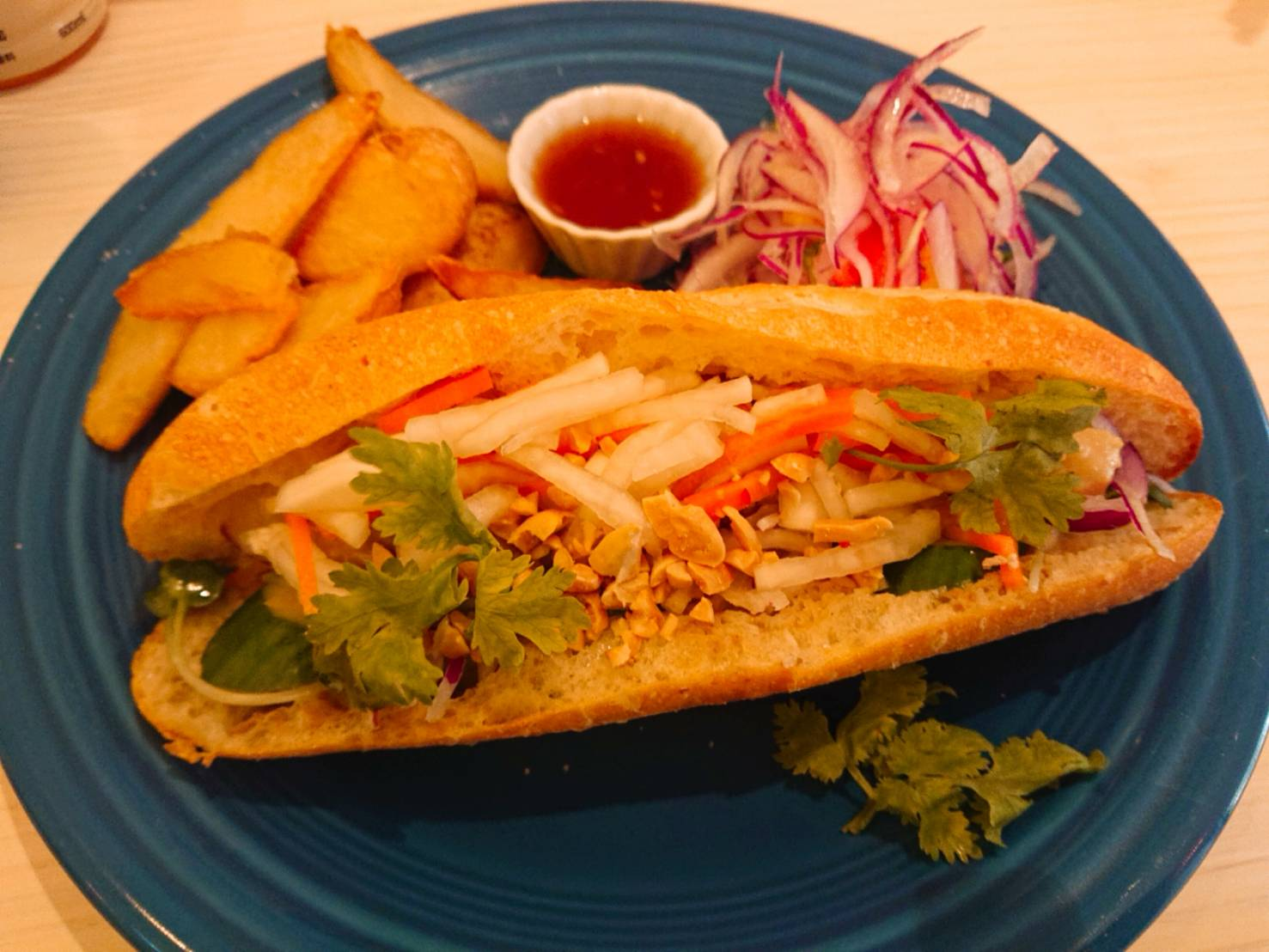
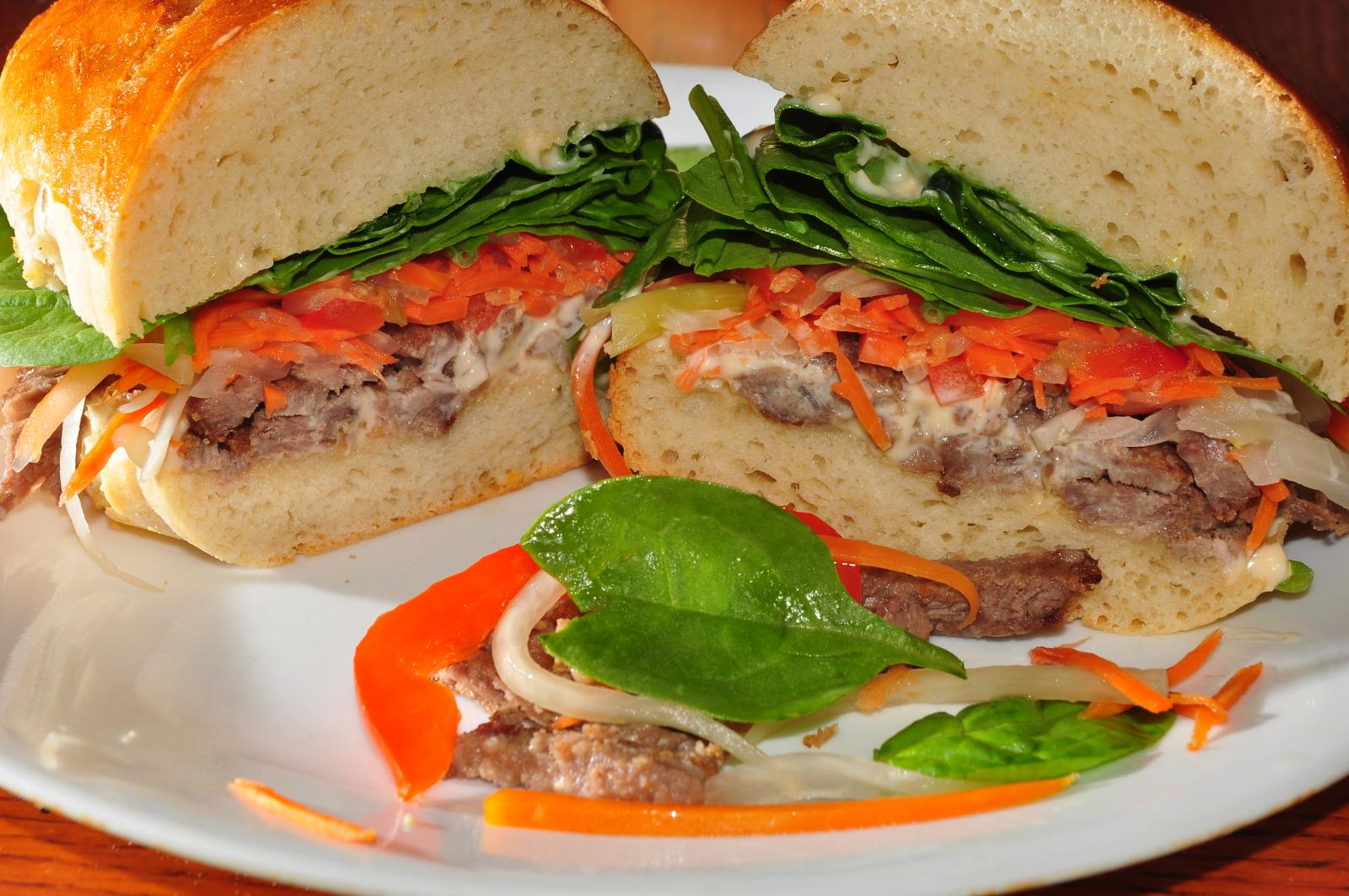
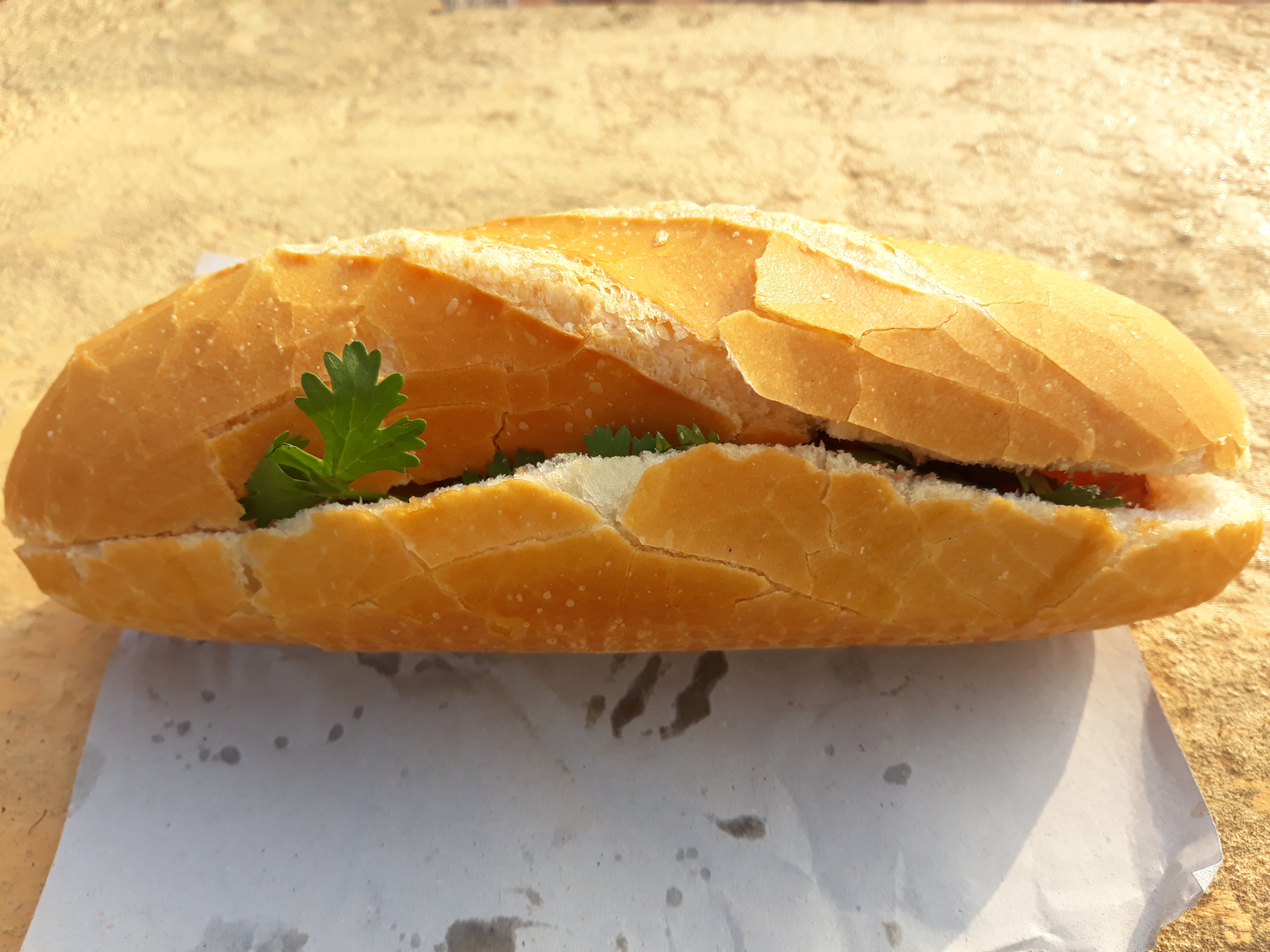
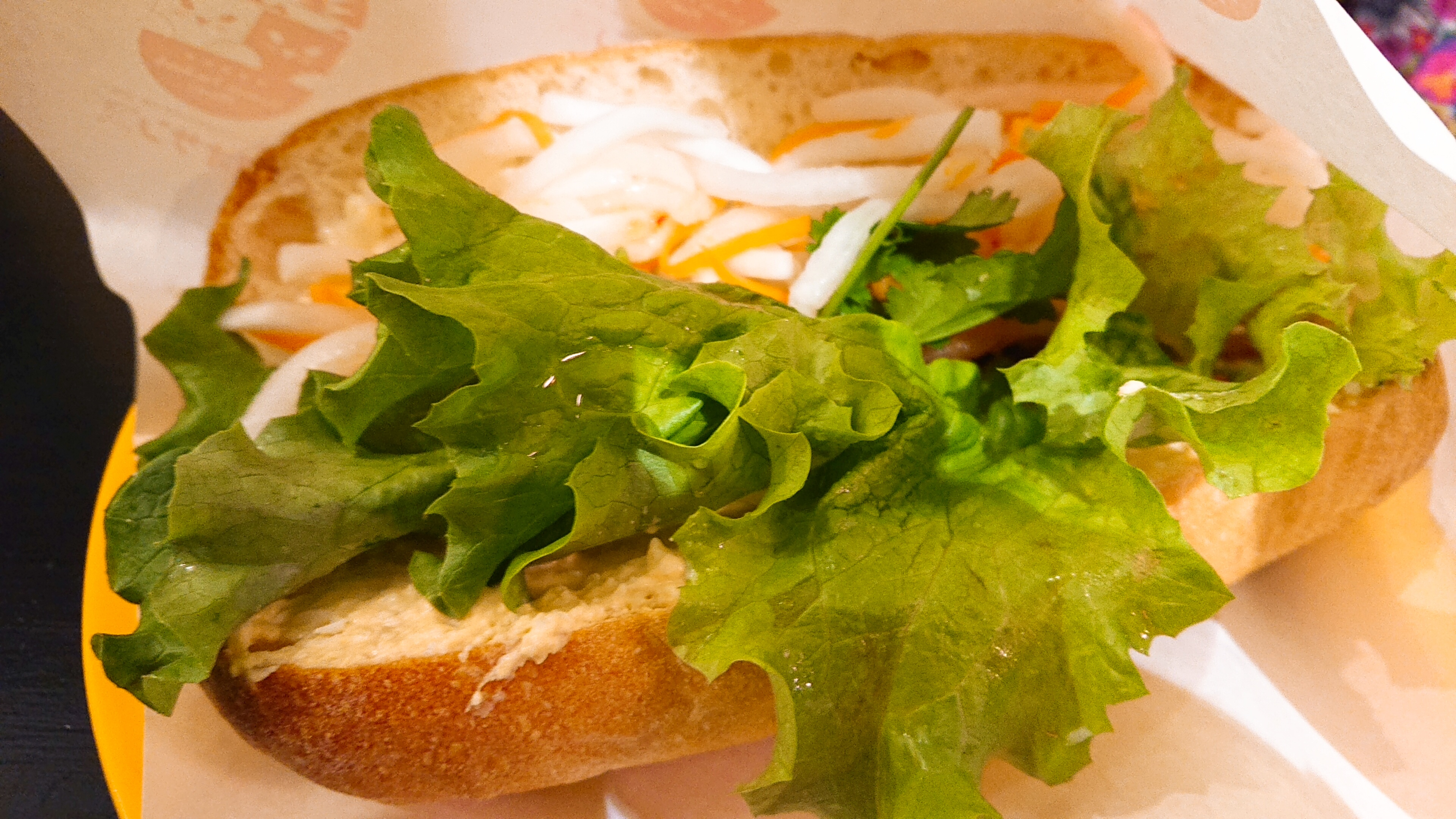
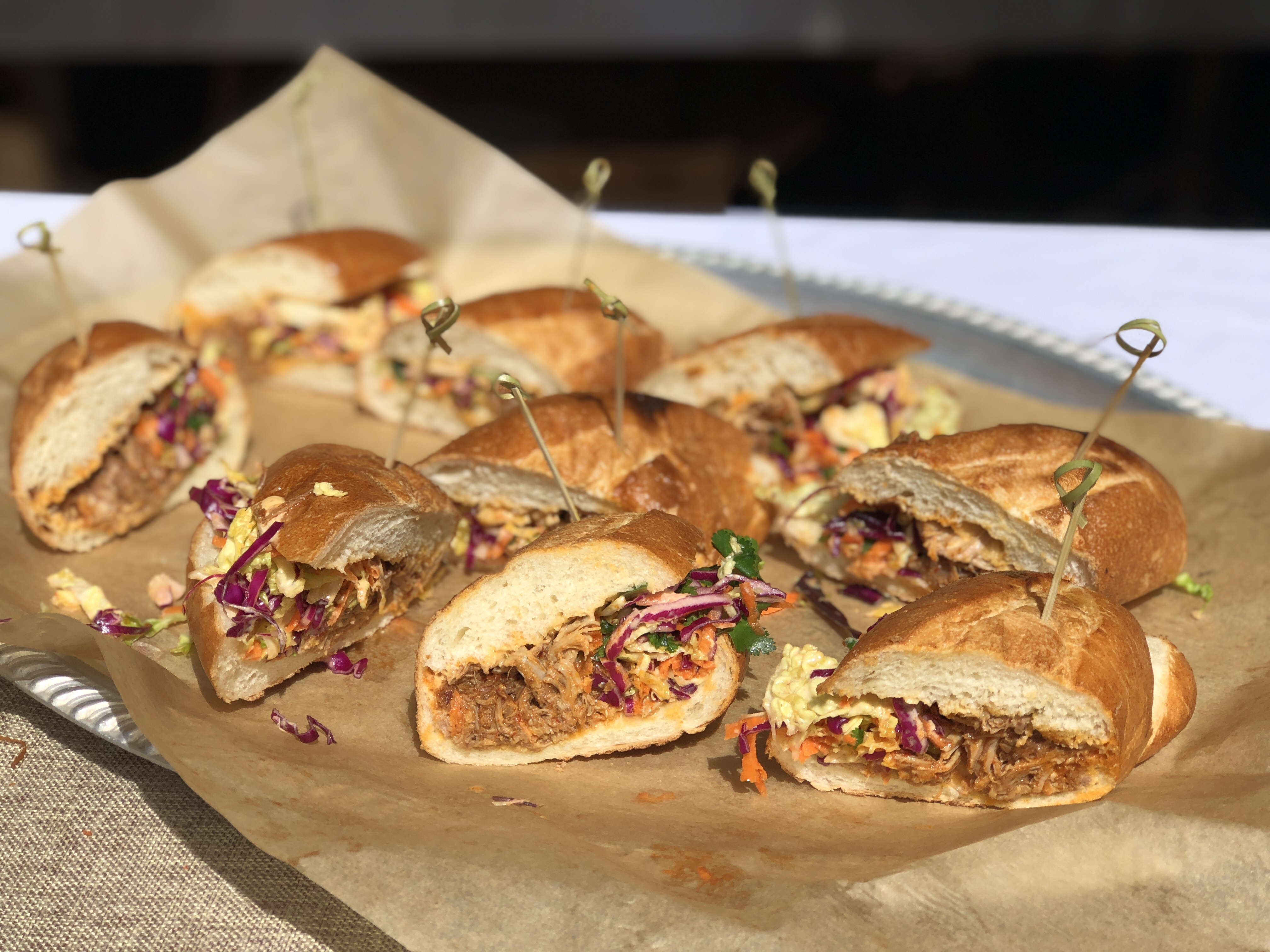
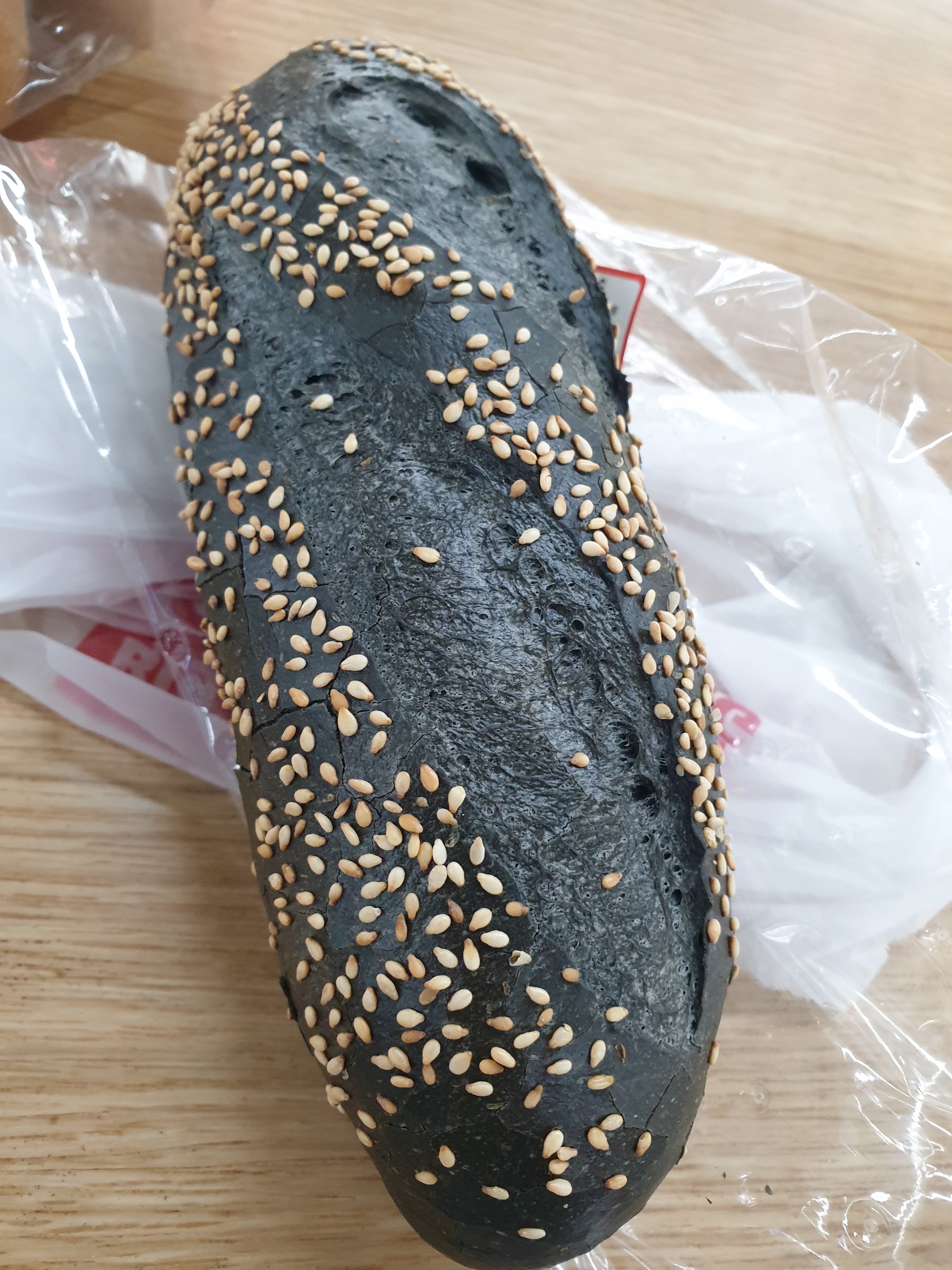
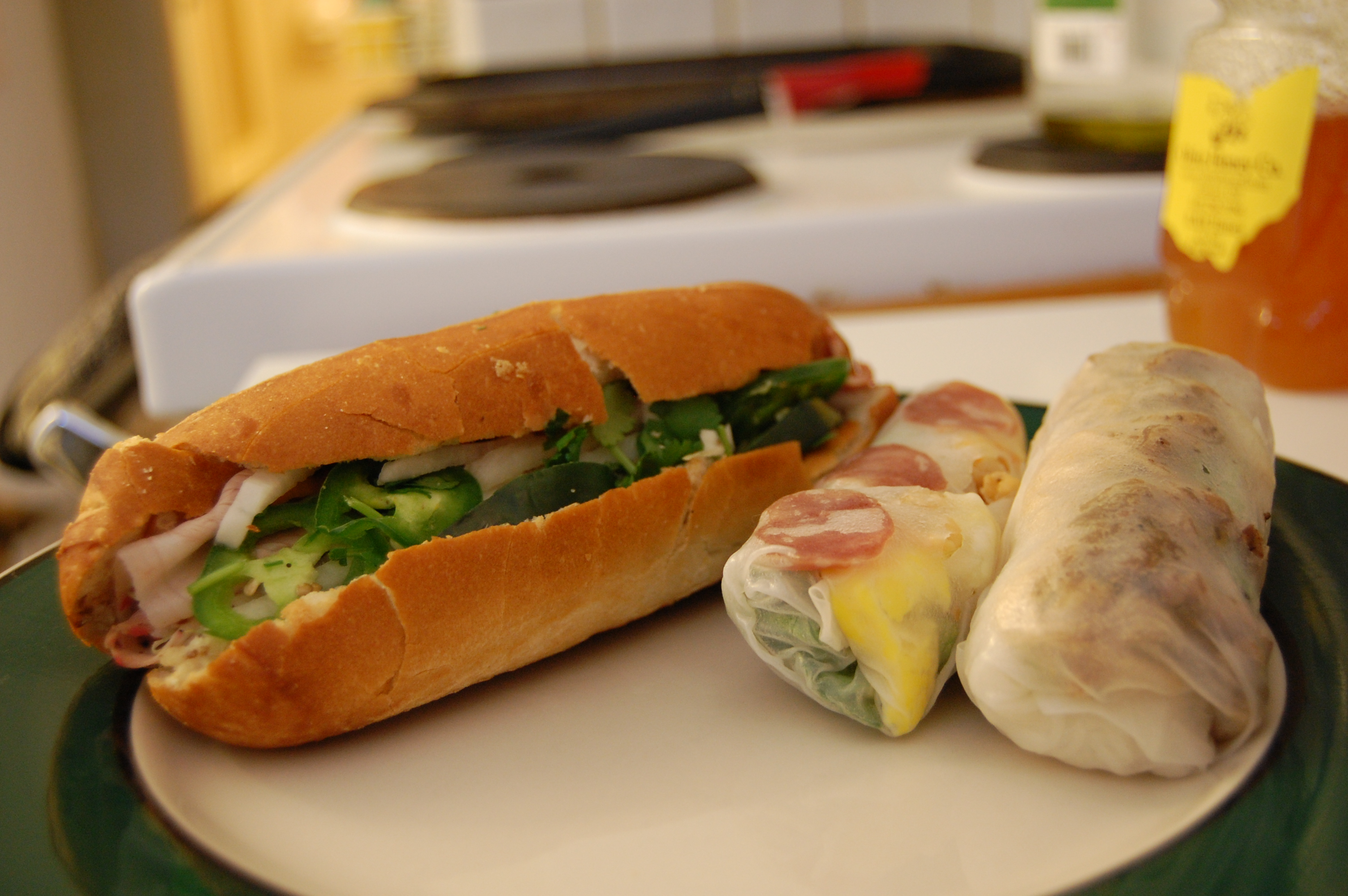